# Liste der Ämter des Hochstiftes Münster
Diese Liste nennt die Ämter im Hochstift Münster.

## Verwaltungsstruktur im Hochstift Münster
Das Hochstift Münster war in das Ober- und Niederstift Münster eingeteilt. Im 18. Jahrhundert wurde eine Aufteilung in vier Bezirke oder Quartiere (den Wolbeckschen oder Draisschen Bezirk, den Wernischen oder Steversche Bezirk, der Braemsche Bezirk und der Emsländische Bezirk)

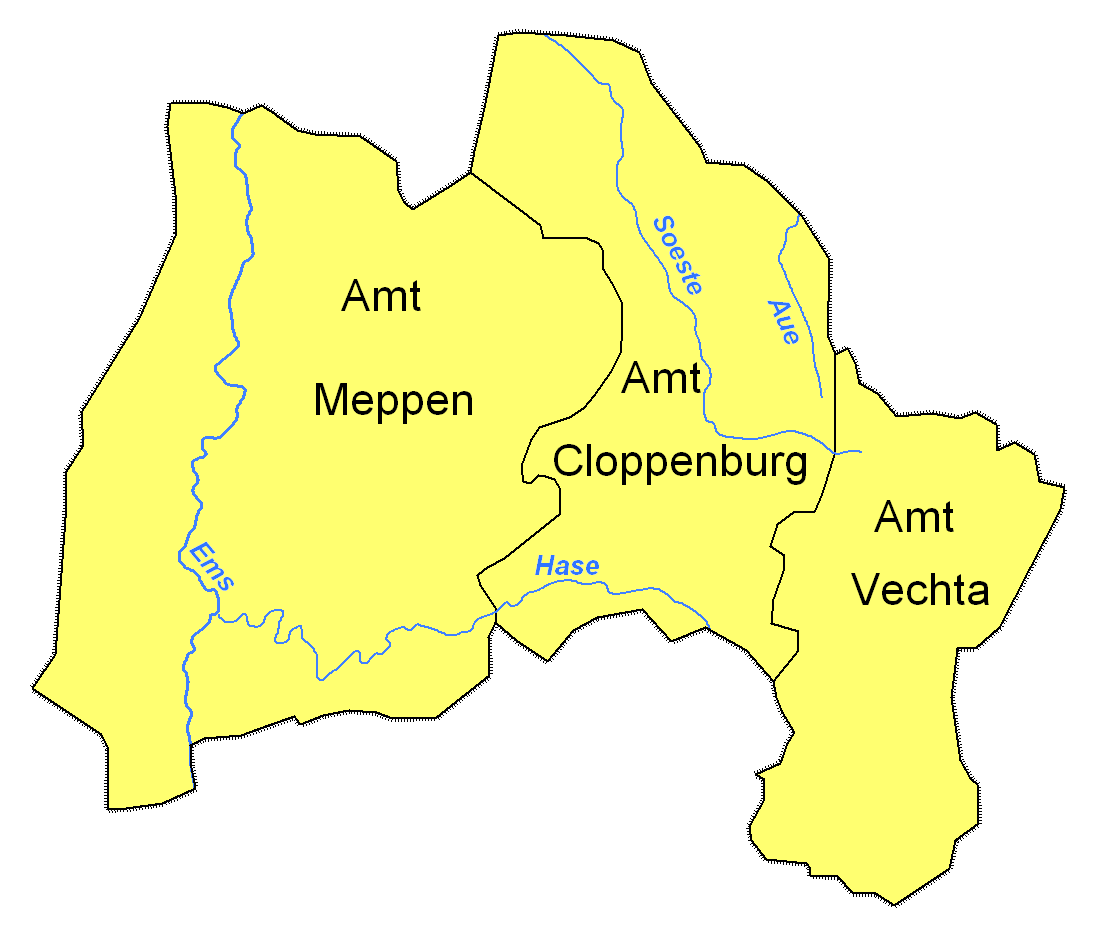
Ämter im Niederstift Münster

Im Erbfürstentum Münster wurden am 1. Januar 1804 die Ämter abgeschafft und stattdessen vier Landkreise (Münster, Warendorf, Beckum und Lüdinghausen) gegliedert.

## Liste der Ämter
| Lage       | Bezirk               | Amt              | Amtssitz                     | spätere Zugehörigkeit     | Anmerkung                                                                  |
| ---------- | -------------------- | ---------------- | ---------------------------- | ------------------------- | -------------------------------------------------------------------------- |
| Oberstift  | Wolbeckscher Bezirk  | Amt Wolbeck      | Wolbeck (Burg Wolbeck)       | Kreis Münster             | 14 Kirchspiele                                                             |
| Oberstift  | Braemscher Bezirk    | Amt Rheine       | Rheine                       | Kreis Münster             | (auch Amt Rheine-Bevergern): 12 Kirchspiele (Rheine und Bevergen zusammen) |
| Oberstift  | Braemscher Bezirk    | Amt Bevergern    | Bevergern                    | Kreis Münster             | (auch Amt Rheine-Bevergern): 12 Kirchspiele (Rheine und Bevergen zusammen) |
| Oberstift  | Wolbeckscher Bezirk  | Amt Sassenberg   | Sassenberg (Burg Sassenberg) | Kreis Warendorf           | 10 Kirchspiele                                                             |
| Oberstift  | Wolbeckscher Bezirk  | Amt Stromberg    | Stromberg (Burg Stromberg)   | Kreis Warendorf           | 11 Kirchspiele                                                             |
| Oberstift  | Wernischer Bezirk    | Amt Werne        | Werne                        | Kreis Lüdinghausen        | 14 Kirchspiele                                                             |
| Oberstift  | Wernischer Bezirk    | Amt Dülmen       | Dülmen                       | Grafschaft Dülmen         | 5 Kirchspiele                                                              |
| Oberstift  | Braemscher Bezirk    | Amt Ahaus        | Ahaus                        | Fürstentum Salm           | 20 Kirchspiele                                                             |
| Oberstift  | Braemscher Bezirk    | Amt Horstmar     | Horstmar                     | Salm-Horstmar             | 33 Kirchspiele                                                             |
| Oberstift  | Braemscher Bezirk    | Amt Bocholt      | Bocholt                      | Fürstentum Salm           | Stadt Bocholt und 3 Kirchspiele                                            |
| Oberstift  | Wernischer Bezirk    | Amt Lüdinghausen | Lüdinghausen                 | Kreis Lüdinghausen        | 1 Kirchspiel                                                               |
| Unterstift | Emsländischer Bezirk | Amt Cloppenburg  | Cloppenburg                  | Herzogtum Oldenburg       | 12 Kirchspiele                                                             |
| Unterstift | Emsländischer Bezirk | Amt Emsland      | Meppen                       | Herzogtum Arenberg-Meppen | 18 Kirchspiele                                                             |
| Unterstift | Emsländischer Bezirk | Amt Vechta       | Vechta                       | Herzogtum Oldenburg       | 16 Kirchspiele                                                             |